# Harrold (Dacota do Sul)
Harrold é uma cidade  localizada no estado norte-americano de Dakota do Sul, no Condado de Hughes.

## Demografia
Segundo o censo norte-americano de 2000, a sua população era de 209 habitantes.
Em 2006, foi estimada uma população de 205, um decréscimo de 4 (-1.9%).

## Geografia
De acordo com o United States Census Bureau tem uma área de
0,7 km², dos quais 0,7 km² cobertos por terra e 0,0 km² cobertos por água. Harrold localiza-se a aproximadamente 547 m acima do nível do mar.

## Localidades na vizinhança
O diagrama seguinte representa as localidades num raio de 44 km ao redor de Harrold.